# Rába (tvrtka)
Rába  (mađarski: Rába Járműipari Holding Nyrt.) je mađarska javna dionička tvrtka koja kotira na Budimpeštanskoj burzi. Rába inženjerira, proizvodi i prilagođava automobilske dijelove, specijalna vozila i osovine za gospodarska vozila, poljoprivredne strojeve i zemljane radove. Gradi osovine kao i kompletna vozila od 1902. godine. Tvrtka ima tri strateške poslovne jedinice. Sjedište tvrtke je u Győru i zapošljava više od 2000 ljudi.

## Povijest
Tvrtku su 1896. godine osnovale lokalne skupine investitora u Győru. Godine 1899. Raba je počeo izvoziti u inozemstvo: isporučila je željezničke putničke vagone Egiptu, Istočnoj Indiji, Južnoj Africi i tramvaje u Amsterdam i Antwerpen. Vagoni londonske podzemne željeznice izgrađeni su i proizvedeni u Rábi. Londonska podzemna željeznica naručila je 30 višeetažnih vlakova, 66 putničkih automobila za vlakove s više jedinica i okretna postolja. Godine 1904. počela je proizvodnja prvih kamiona s pogonom na benzinske motore. Godine 1914. tvrtka je počela proizvoditi svoje prve putničke automobile: RÁBA Alpha. Napravljen je i RÁBA Grand za osobnu upotrebu cara Karla I. Austrijskoga.
Rábini kamioni prvotno su koristili kabine, koje je isporučivao zapadno-njemački MAN, ali je od 1980. godine korištena DAF-ova kabina F241. Nekoliko kabina (MAN-ova podrijetla) također je isporučeno iz Rumunjske u zamjenu za motore. 
U 1980.-ima, Rába je proizvodila više od 2000 kamiona godišnje i bila treći najveći poslodavac u Mađarskoj. Godine 1985. Rába se uglavnom bavila proizvodnjom motora i osovina, dok je samo 15% prometa predstavljalo kamione. Od tih kamiona, međutim, gotovo 90 posto izvezeno je, a najveći dio odlazio je u Jugoslaviju. Godine 1986. Rába je uvela snažniji dizelski motor od 370 KS (272 kW) (D11TLL) kako bi pomogla svojim kamionima da se natječu na međunarodnoj razini. Nova serija motora bila je utemeljena na ranijim MAN jedinicama, ali sada je iznosila 11,05 litara, a razvijeni su zajedno s Institutom Linz u Grazu.